# The Weight
| Оценки критиков | Оценки критиков |
| Источник        | Оценка          |
| --------------- | --------------- |
| AllMusic        | Без оценки      |

«The Weight» (с англ. — «Ноша», дословно — «вес») — песня канадско-американской рок-группы The Band. Вышла в 1968 году сначала как сингл, а потом на их дебютном альбоме Music from Big Pink. Автор песни — Робби Робертсон.
В тексте песни замысловато преломились библейские мотивы.
В 2004 году журнал Rolling Stone поместил песню «The Weight» в исполнении группы The Band на 41 место своего списка «500 величайших песен всех времён».
В списке 2011 года песня также находится на 41 месте.
Кроме того, песня «The Weight» в исполнении группы The Band, вместе с другой их песней, «The Night They Drove Old Dixie Down», входит в составленный Залом славы рок-н-ролла список 500 Songs That Shaped Rock and Roll.

## В культуре
Строка из песни — «I pulled into Nazareth, feeling 'bout half past dead» (Я остановился в Назарете, чувствовал себя наполовину мертвецом) — навеяла участникам группы Shadettes их новое название, Nazareth.
Песня звучит в американском кинофильме «Беспечный ездок», вышедшем на экраны в июле 1969 году.